# 國立競技場

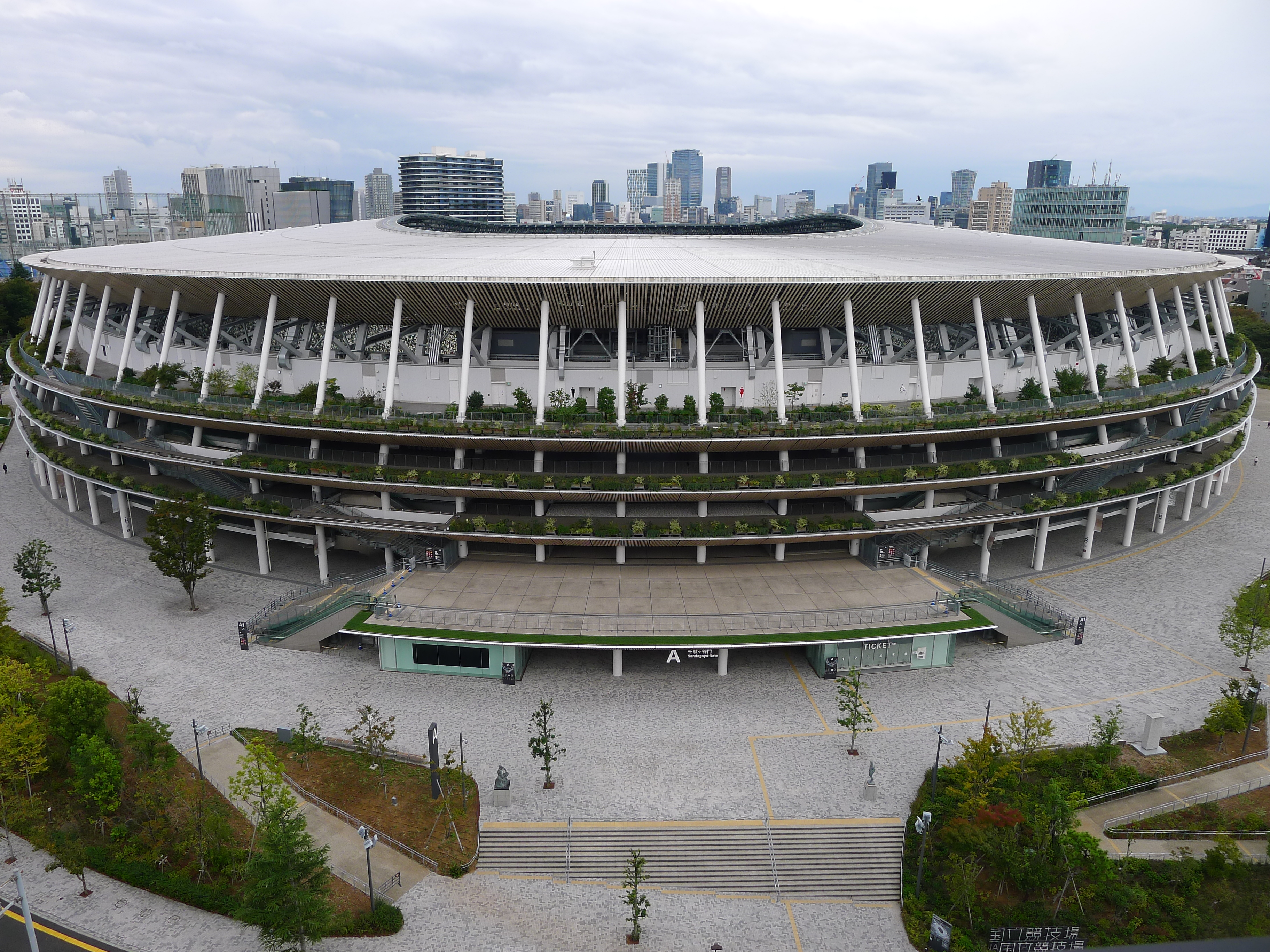
國立競技場

國立競技場（日语：／ Kokuritsu kyōgijō */?），又稱新國立競技場（／ Shin kokuritsu kyōgijyō），是位於日本東京霞丘的體育場，坐落於明治神宫外苑的西北側，由原國立霞丘陸上競技場（舊國立競技場）拆除改建而來，2016年12月11日動工，2019年11月30日完工啟用。該體育場是東京都心最大的綜合型運動場地，為2020年夏季奧林匹克運動會及2020年夏季帕拉林匹克運動會的主場館，在此舉辦開閉幕式以及數個比賽項目；奧運帕運賽會落幕後，除了提供體育賽事舉辦外，亦開放供演唱會等文藝活動使用。

## 概要

### 前身
新國立競技場的現址原為1958年启用的國立霞丘陸上競技場（舊國立競技場），於2015年拆除；而在此之前，这里曾是1924年竣工的明治神宮外苑競技場。當初，因東京主辦1958年亞洲運動會，並決定申辦1960年夏季奧林匹克運動會，於是計畫興建一座適合舉辦國際競賽的運動場，此地也在1952年同盟國軍事佔領日本結束後，從明治神宮轉交由文部省管理，成为日本國家管理的設施。1958年國立霞丘陸上競技場落成後，成為了1958年亞洲運動會及1964年夏季奧林匹克運動會的主體育場，之後多用於田徑、足球、橄欖球等各項運動賽事，亦曾用於舉行演唱會。

### 确定重建计划
2008年，由於場地老舊等原因，日本政府組成調查研究協助者會議，打算讓該體育場轉型成球類運動場地。在東京申辦2016年夏季奧林匹克運動會的計畫中，規劃於晴海的東京國際貿易展覽館原址興建主體育場，此處則參與舉行足球項目比賽，但最終東京未能獲選為主辦城市，計畫因而終止。2011年，東京再度提出申辦2020年夏季奧林匹克運動會的計畫。时任东京都知事石原慎太郎于2011年7月16日宣布，将以運用既有設施作为目標之一，制定以該體育場為主場館的申办方案。然而，申辦國際賽事時，該體育場依舊浮現出場地設備老化的問題。對此，文部科學省與管理該體育場的日本體育振興中心經過多次调查和商談後，決定改建體育場，並在2012财年動用1億日圓以上的預算。
2013年9月7日，在阿根廷布宜諾斯艾利斯舉行的IOC會議上，東京獲得2020年夏季奧林匹克運動會的主辦權，計畫改建國立競技場作為該屆的主體育場，舉行開閉幕式及相關賽事。

### 預算超支，計劃歸零
新國立競技場設計計畫原本由伊拉克裔英國女性建築師薩哈·哈帝的團隊獲選，但其工程造價高達日幣3千億元，是原先設定預算1,300億日圓的2倍以上。東京奧組委希望降低預算到1,625億日圓，但是數字差距太大；且設計材料費高昂、日圓貶值及人事費用等因素，預算修正空間有限。最後定案的場館預算為2,520億日圓，仍是奧運史上最貴。
在受到民眾和政界的巨大壓力之下，日本首相安倍晉三於2015年7月17日表示將建設計畫重新來過，原先計劃形同廢止。並且日本政府已決定8月底將新國立競技場總工程經費上限定為1550億日圓，常設座席6萬8千席，较原计划的8萬席減少了1.2萬席。新計畫的設計和施工從9月1日起至11月招標，12月底選定業者，預定2020年4月底完工。評選重點是削減成本和縮短工時，國際奧委會要求提前在2020年1月完工。原規劃完工後首先提供予2019年世界杯橄欖球賽使用，但因未及於比賽前啟用，而於2015年放棄。

### 重定興建計劃、正式動工
2015年12月14日公布A案（隈研吾團隊）、B案（伊東豊雄團隊）兩新方案候選，2015年12月22日拍板由隈研吾團隊拿下設計案，預估總工程費用1489億日圓，預計於2019年11月30日完工。2016年12月11日舉行動工典禮。2019年11月30日完工，於12月21日正式開館，2020年1月1日舉行的天皇盃成為場館的首場賽事。根據日本體育振興中心在場館啟用前發布的資料，該場館將直接使用「國立競技場」這個名稱。

### 啟用後
2022年，國立競技場獲得BCS賞。
為活化場館使用，國立競技場自2025年4月1日起委外予NTT DOCOMO、前田建設工業、三井住友融資租賃、公益社團法人日本職業足球聯盟等4個機構組成的企業聯盟開展營運事業，並成立專責之合資公司「株式會社日本國家體育場娛樂」（株式会社ジャパンナショナルスタジアム・エンターテイメント）。

## 场馆设计

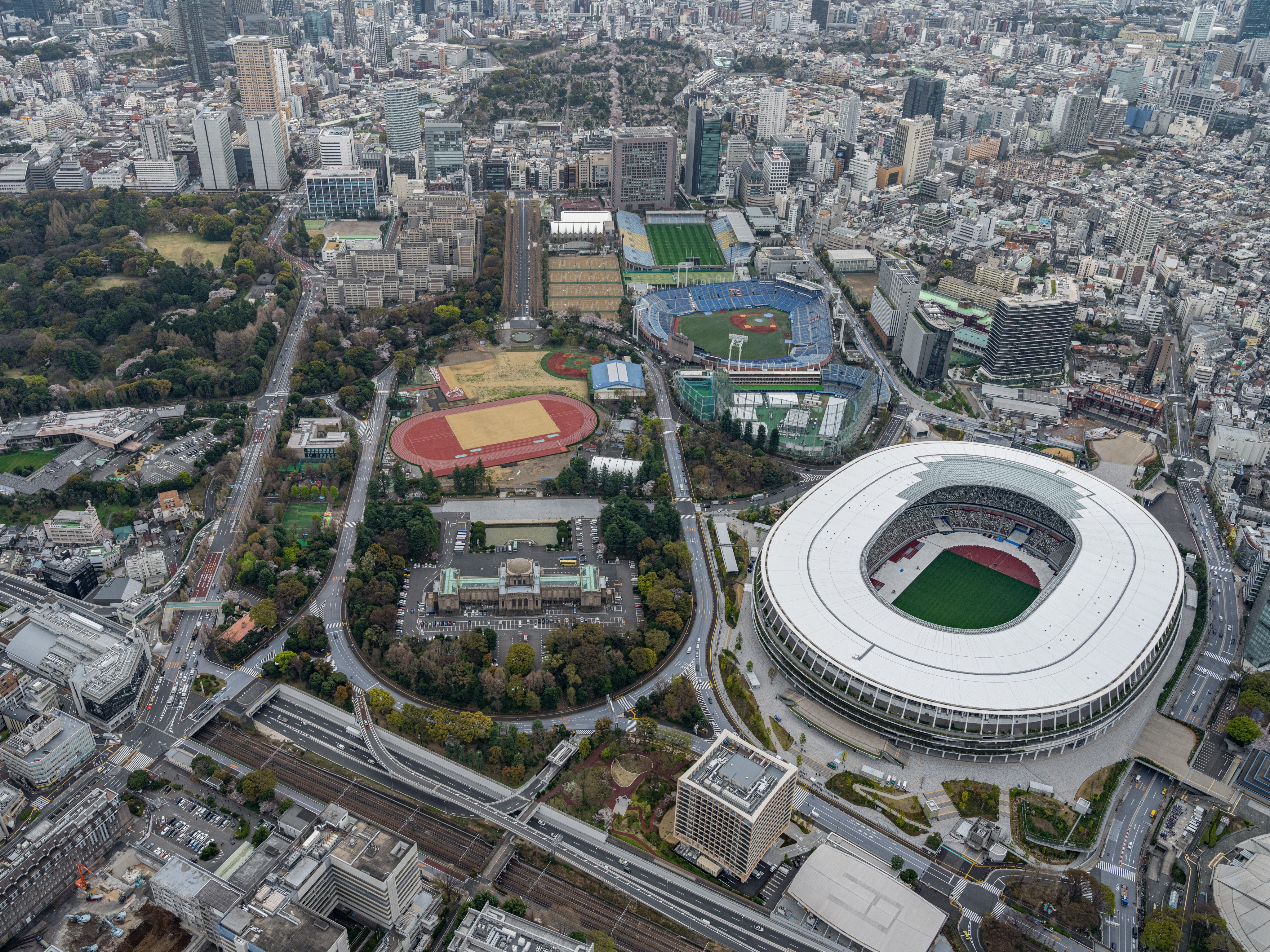
俯瞰國立競技場與明治神宮外苑

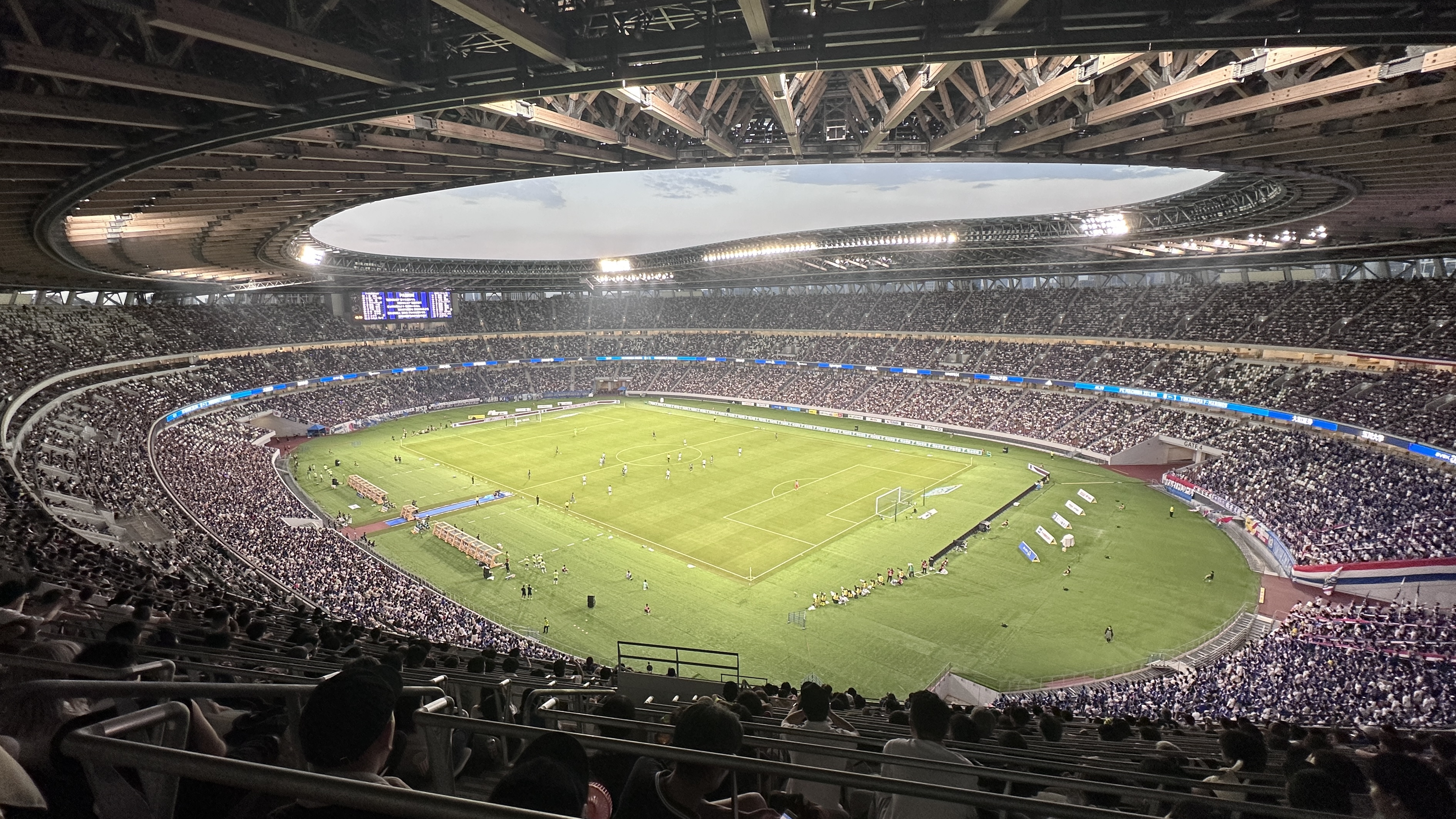
國立競技場內部

新国立竞技场的设计由日本建筑师隈研吾领衔的团队操刀。为了將建築融入明治神宫外苑的林木，场馆以“木与绿体育场”为设计理念，广泛使用本地天然材质，并尽可能压低建筑高度来减弱其存在感，最终使其成为了世界上最大的木结构建筑之一。整座体育场的高度由原先的75米被压低至47米，建筑外墙结构使用了日本47个都道府县提供的天然杉木，屋顶的支撑结构亦由日本本土的落叶松搭建。整座体育场呈椭圆形，占地19.2万平方米，地上五层、地下二层，拥有三层看台，可以容纳60,000名观众观看比赛。
新国立竞技场在设计时并未追求场馆的地标性，而是尽可能降低本身存在感，引导市民重新关注神宫外苑的自然空间，并在建筑稠密的东京为人们留出一块自然的休憩地。因此，场馆并未采用过分华丽的外观，而是运用朴实的结构和自然的材质来增进与访客的亲近感。场馆以白、黄、绿作为主色调，并在场外种植了4.7万株植物，作为明治神宫外苑的延续。
为了保证场馆能按期完工，新国立竞技场的在设计阶段便引入施工方参与决策，以保证成本和工期得到有效控制。为了达到生态环保和降低成本的目的，场馆观众席并没有设置空调设备。镂空的建筑结构和包括大型风扇在内的多种送风设备结合完整遮蔽看台的屋顶，使得体育场内通过自然风就能使体感温度降低10摄氏度。

## 地理位置和交通
新国立竞技场地块南北较长而东西较短，其中西侧地势较低，有关于人工填高西侧土地的考虑。
- 在道路交通上，体育场西侧为：都道418号（外苑西通（日语：東京都道418号北品川四谷線）），北侧：都道414号，东侧：区道43-670号，南侧：区道43-690号。4条道路围合体育场区域。
- 体育场大楼将位于都立明治公园和日本青年馆所在的区域。

- 最近的轨道交通站点：
  - 北侧：都营地下铁大江户线：国立竞技场站；JR中央、总武缓行线：千驮谷站和信浓町站。
  - 南侧：东京地下铁银座线：外苑前站。
- 明治神宫外苑区域内部，西侧为東京體育館；东北方向为首都高速4號新宿線外苑出入口，圣德纪念绘画馆。南侧为明治神宮棒球場、秩父宮橄欖球場（日语：秩父宮ラグビー場）等。

## 工程进展状况图集

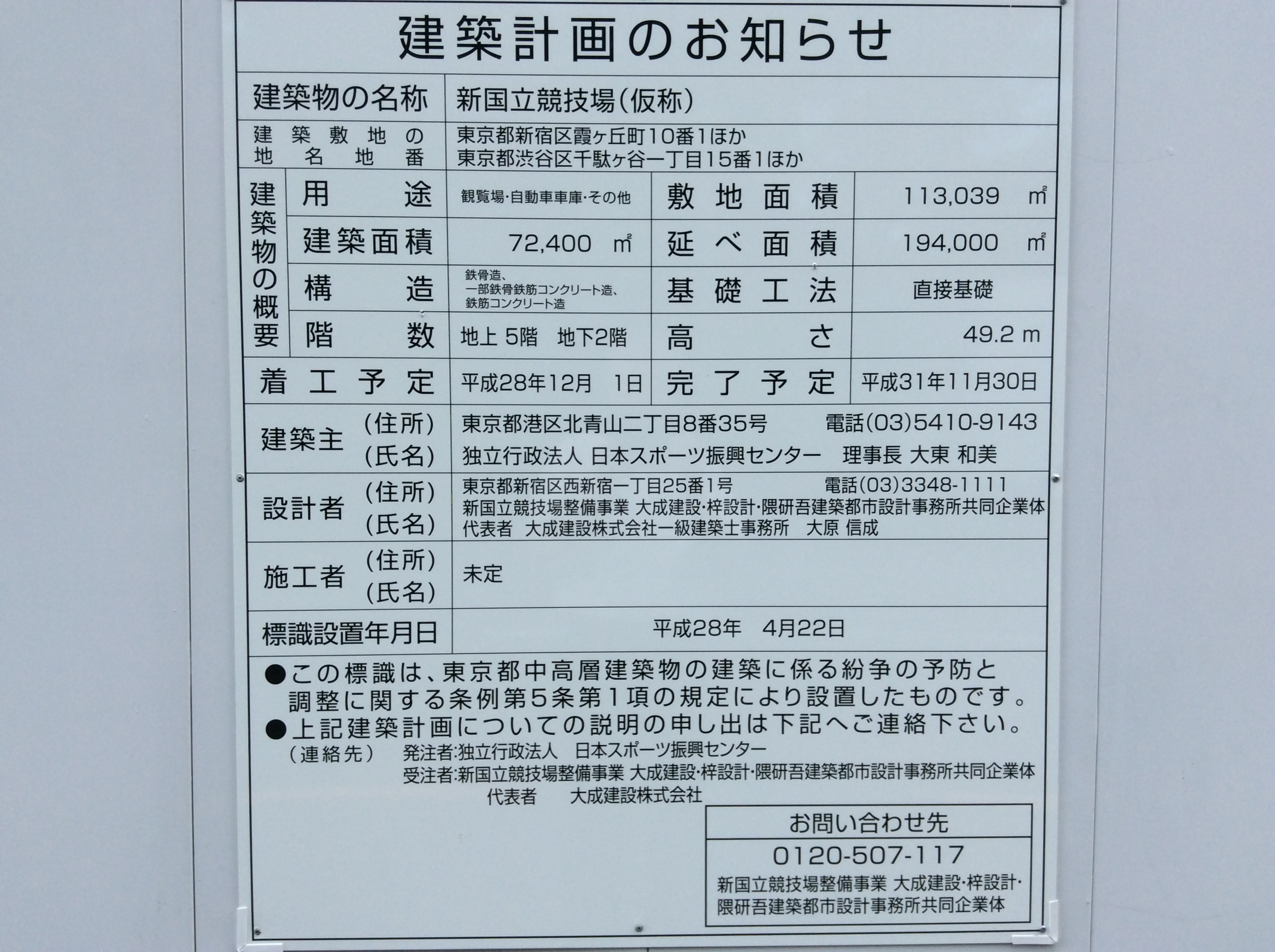
2016年9月10日 「建设计划通知（此标志牌于2016年4月22日设置）」
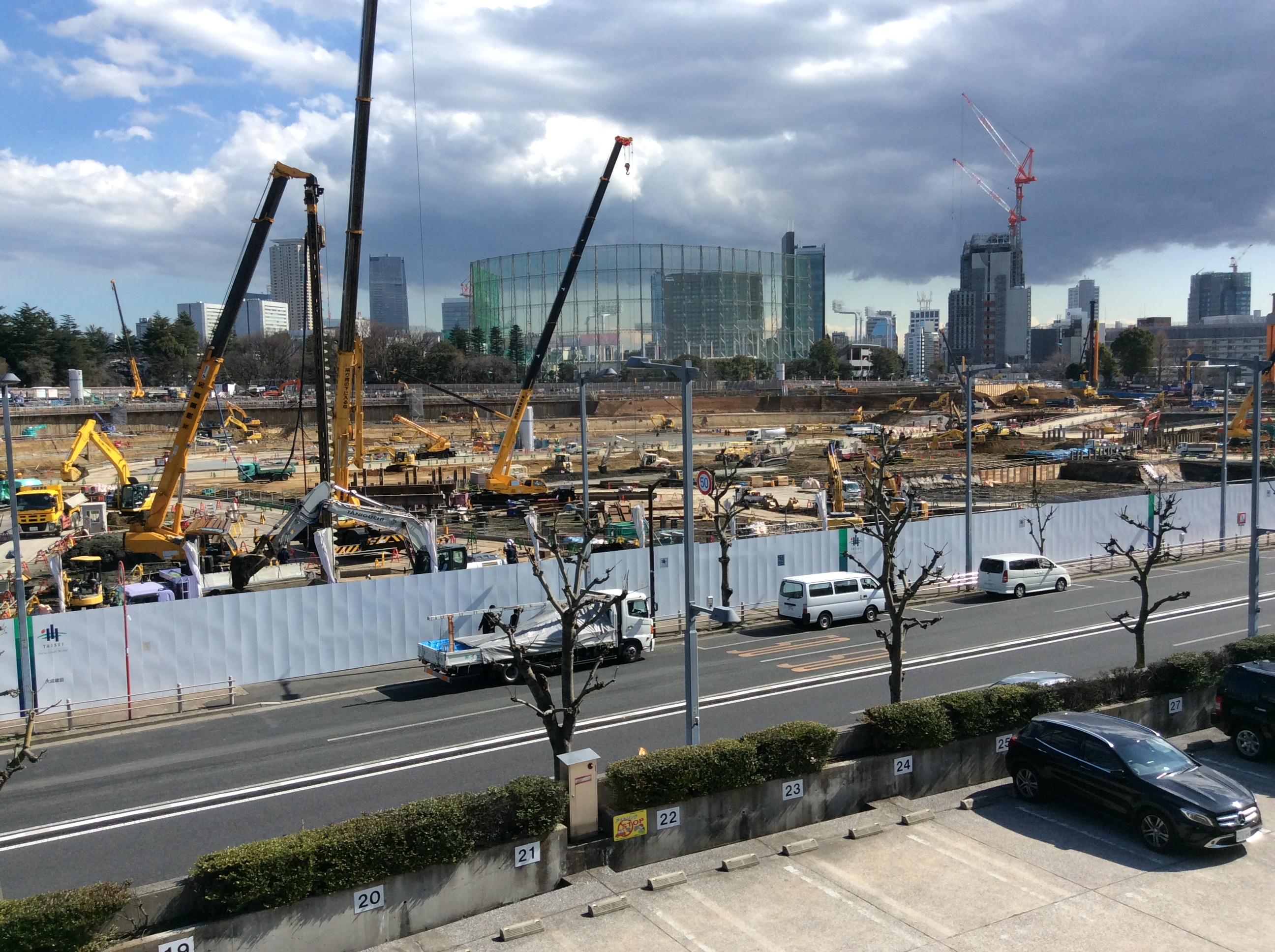
2017年3月3日 望自東京體育館（开工3个月）
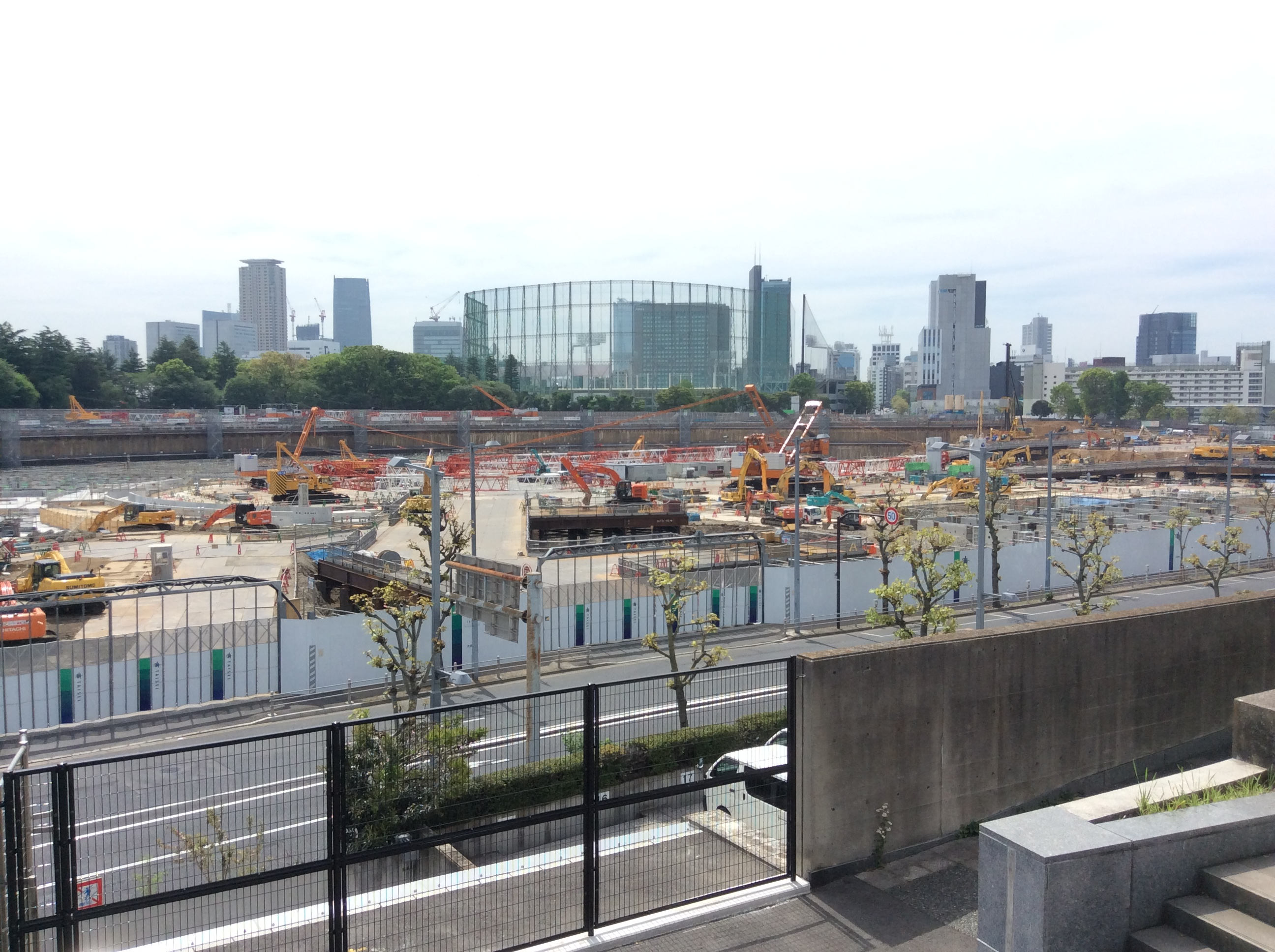
2017年5月6日 望自東京體育館（开工5个月）
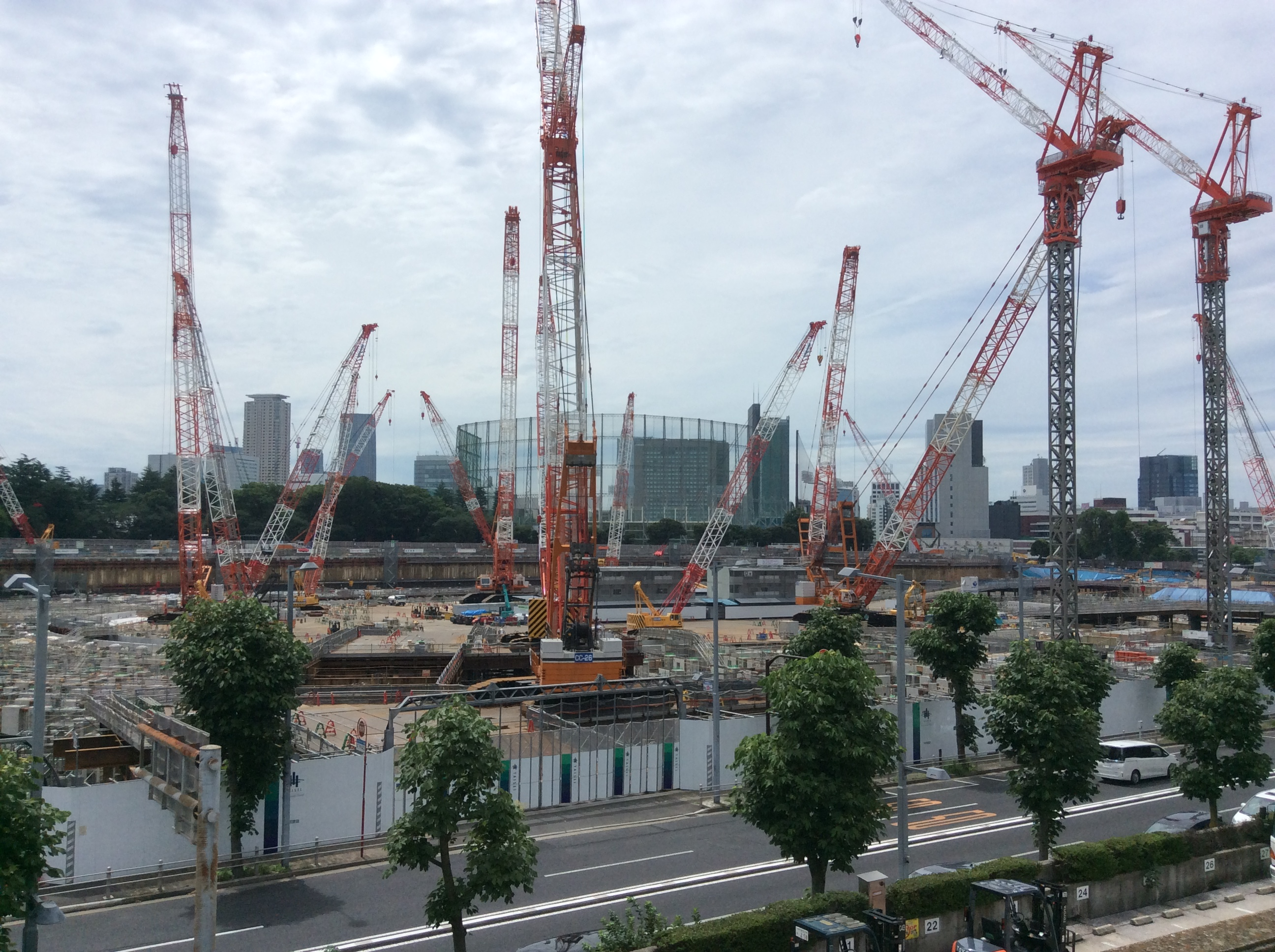
2017年7月2日 望自東京體育館（开工7个月）
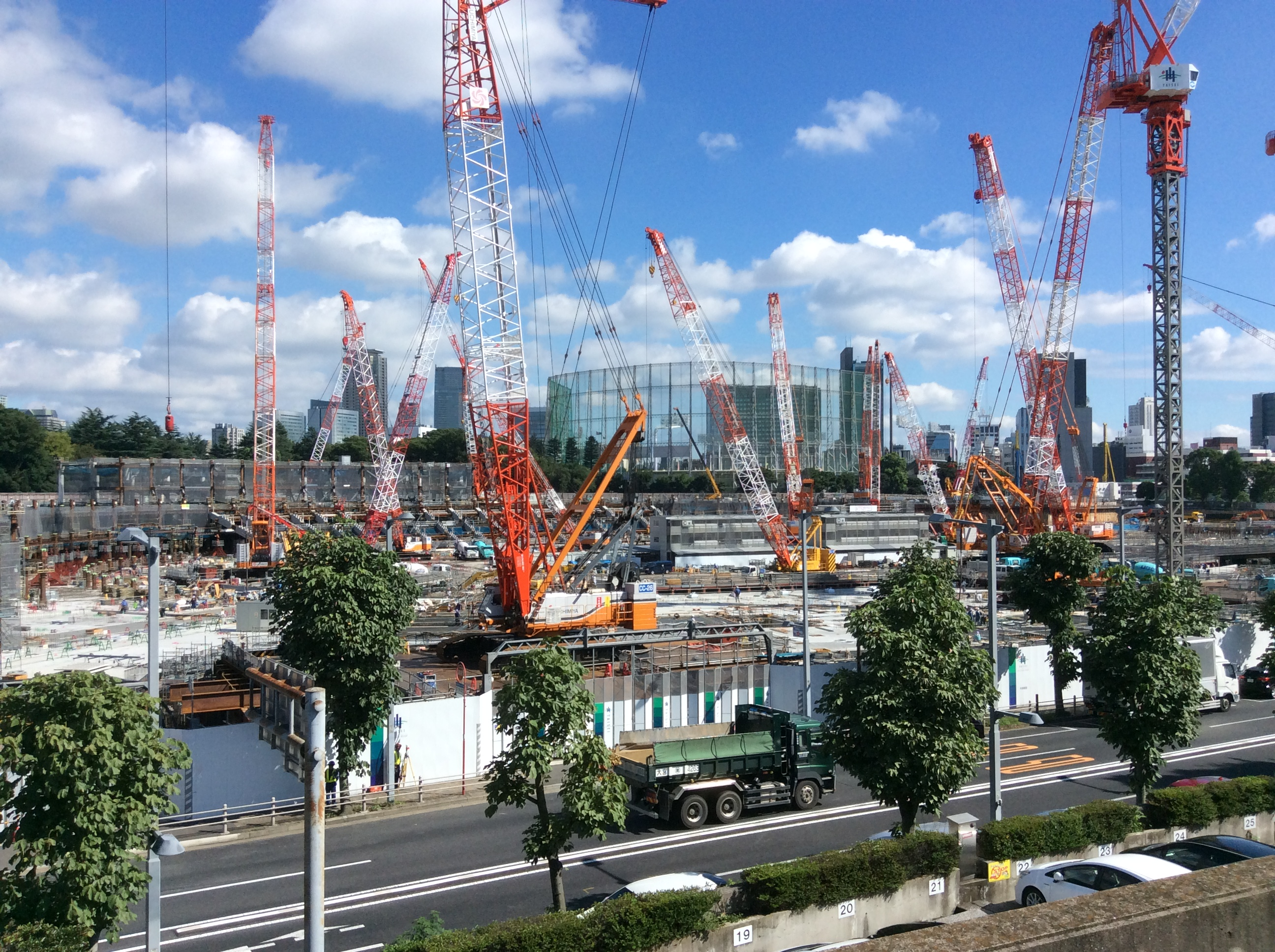
2017年9月2日 望自東京體育館（开工9个月）
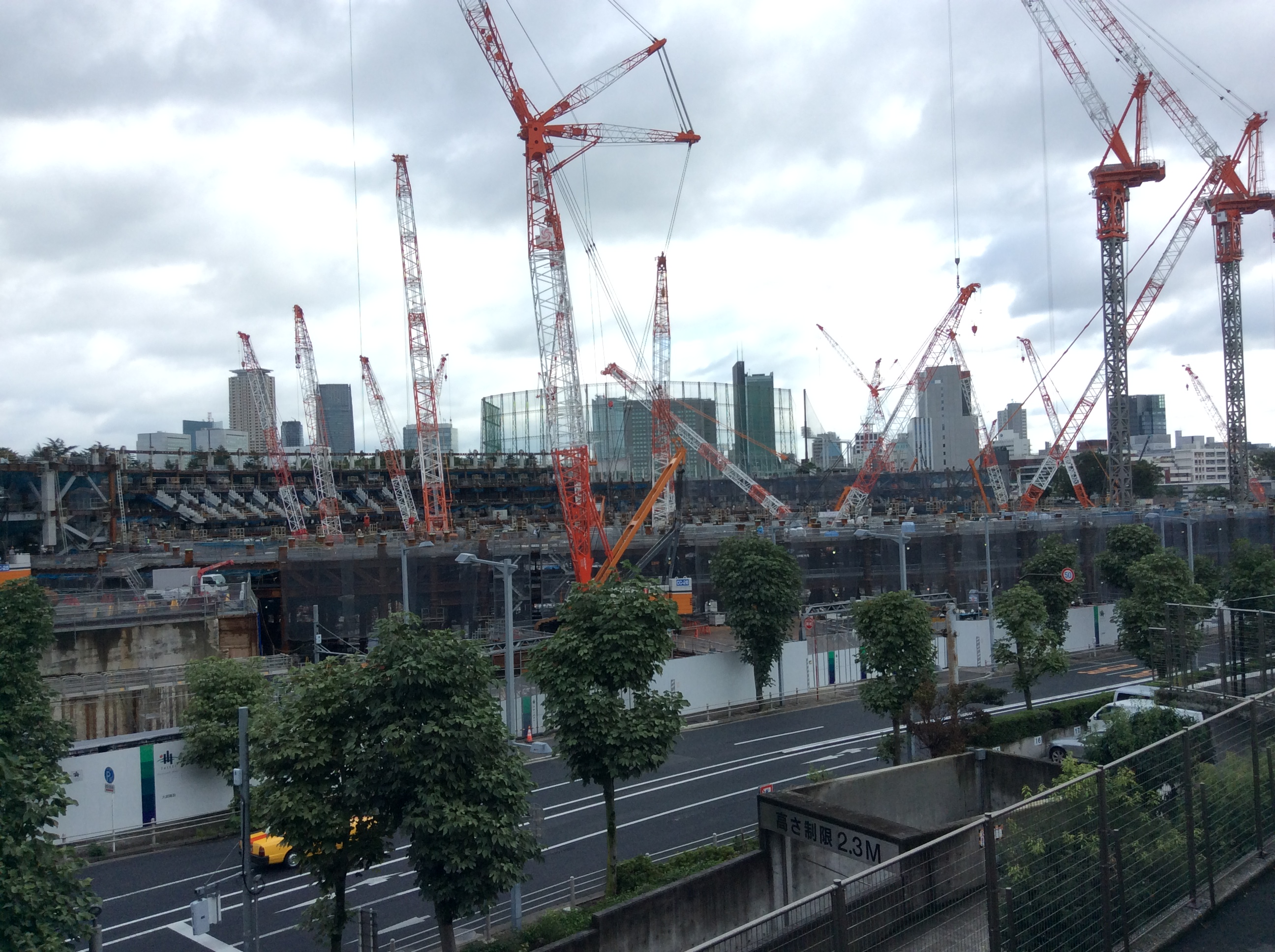
2017年10月7日 望自東京體育館（开工10个月）
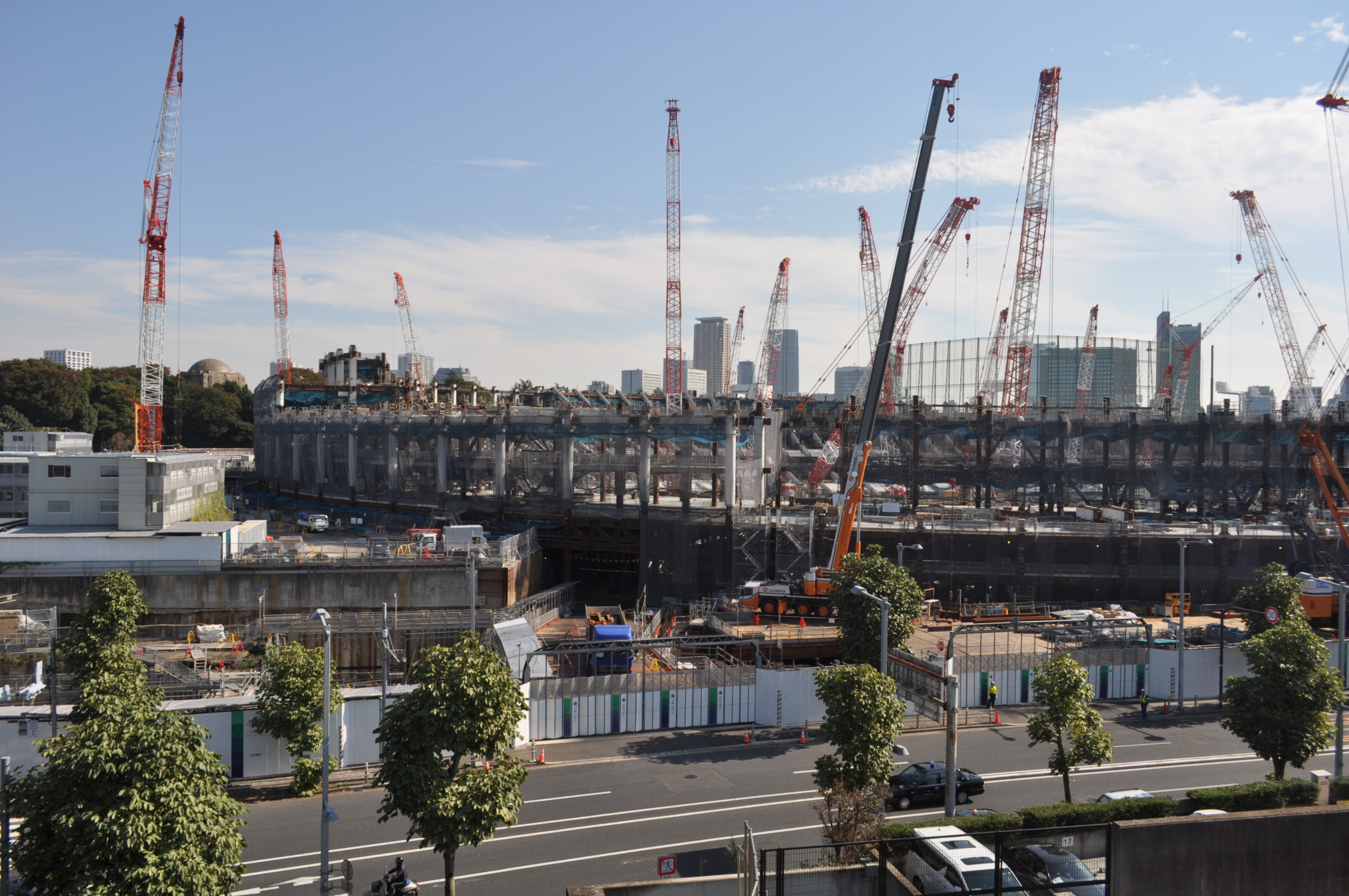
2017年11月4日 望自東京體育館（开工11个月）
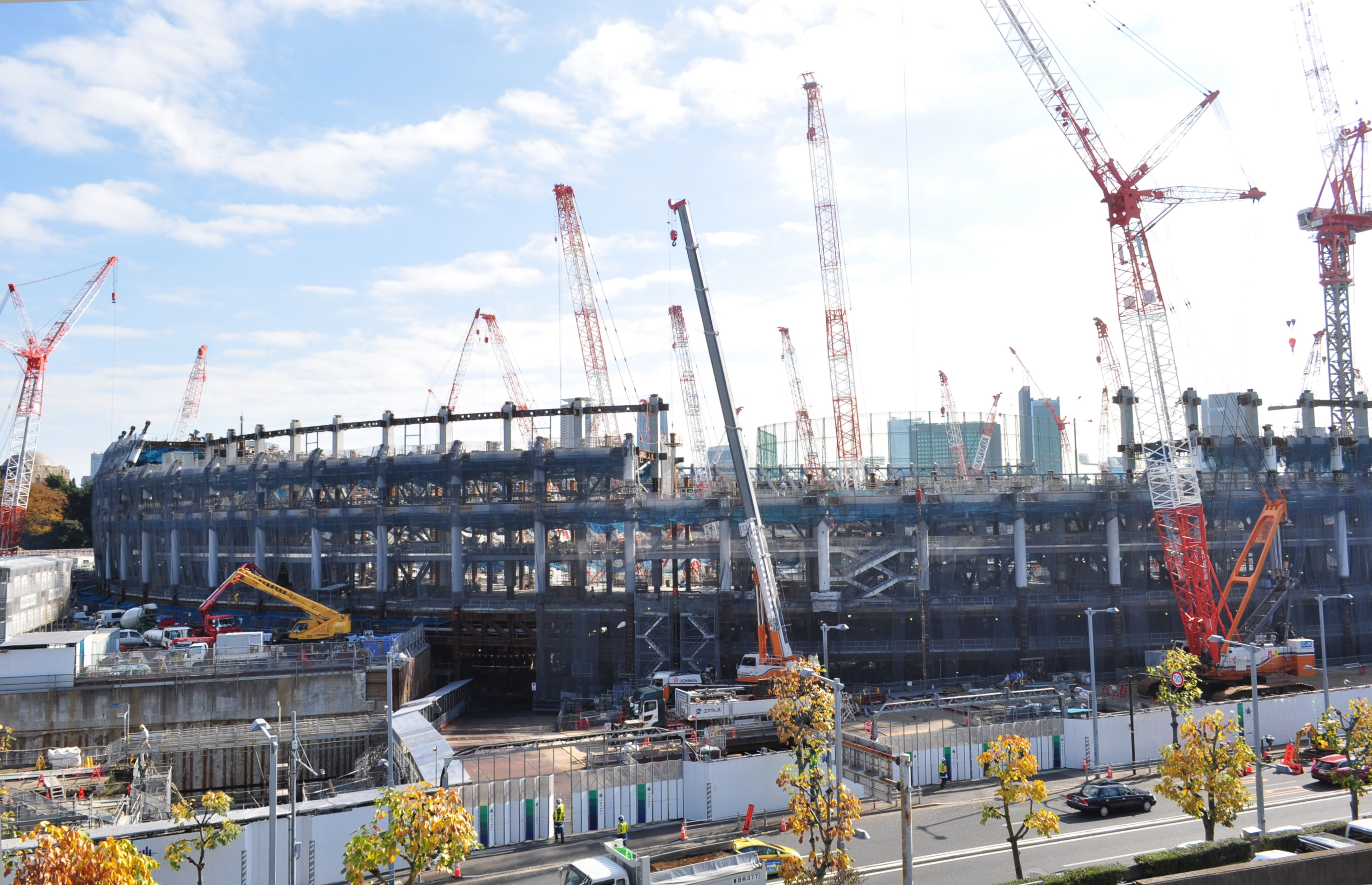
2017年12月2日 望自東京體育館（开工12个月）
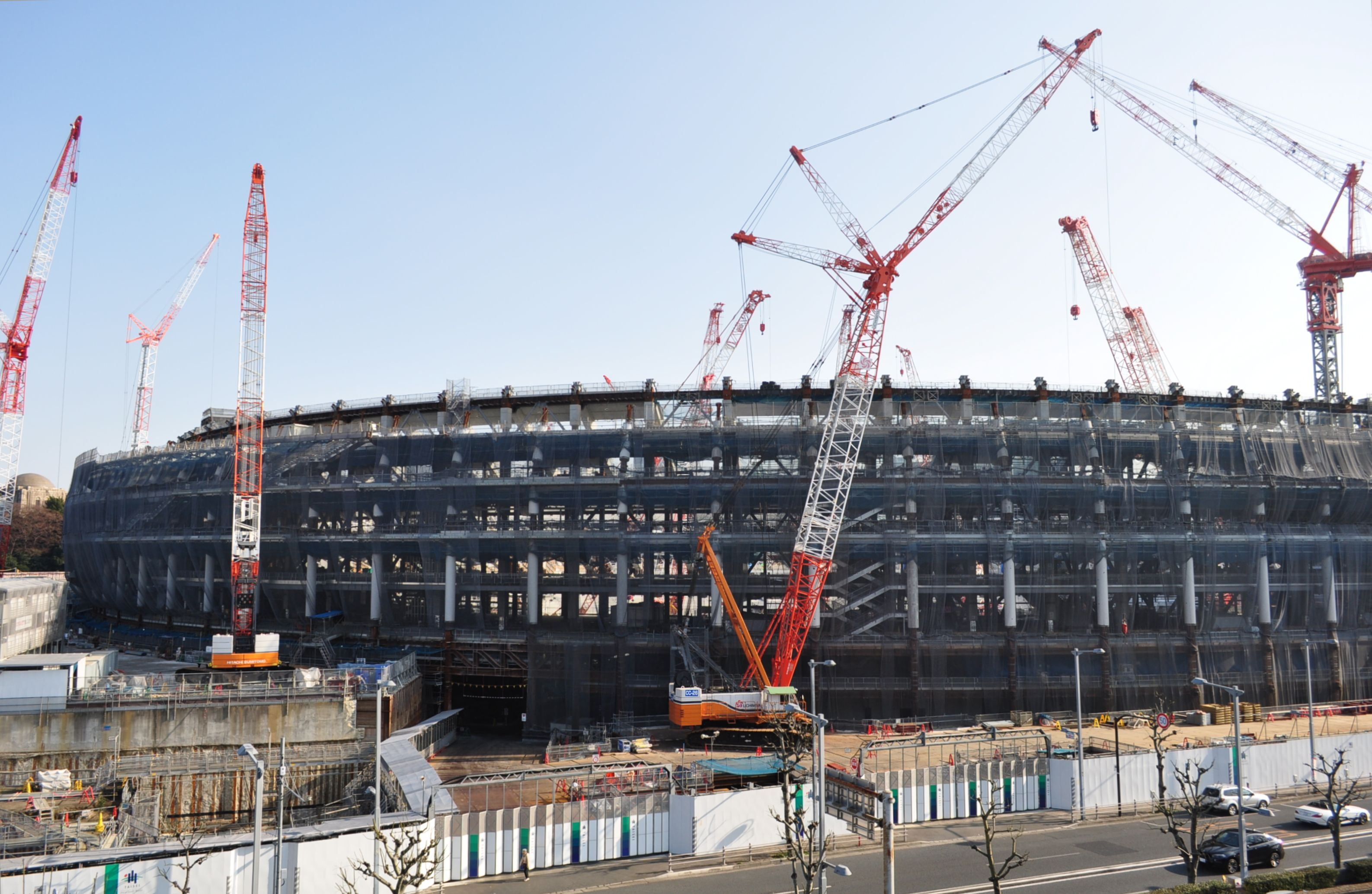
2018年1月21日 望自東京體育館（开工13个月）
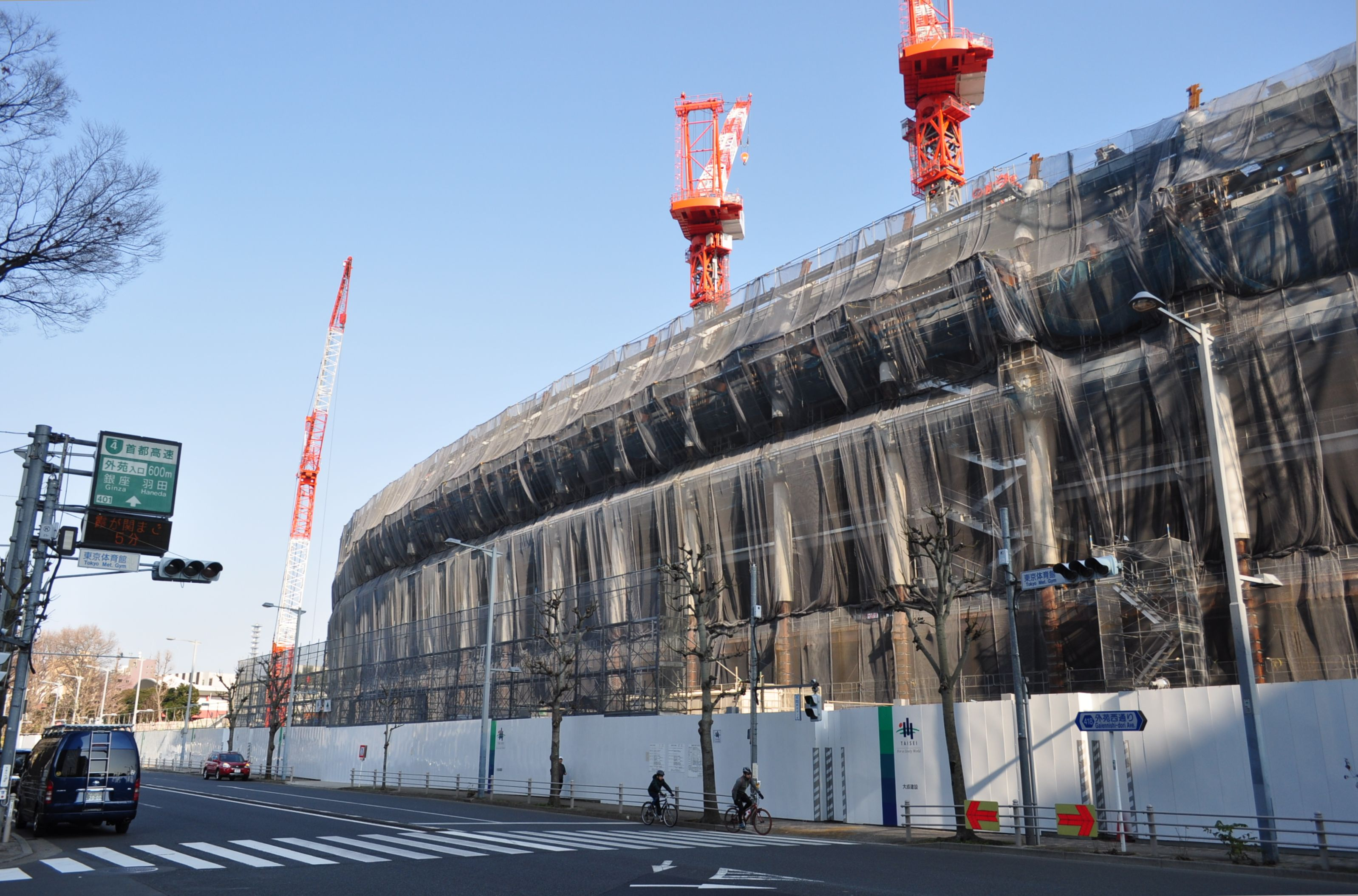
2018年1月21日 望自外苑西通り（开工13个月）
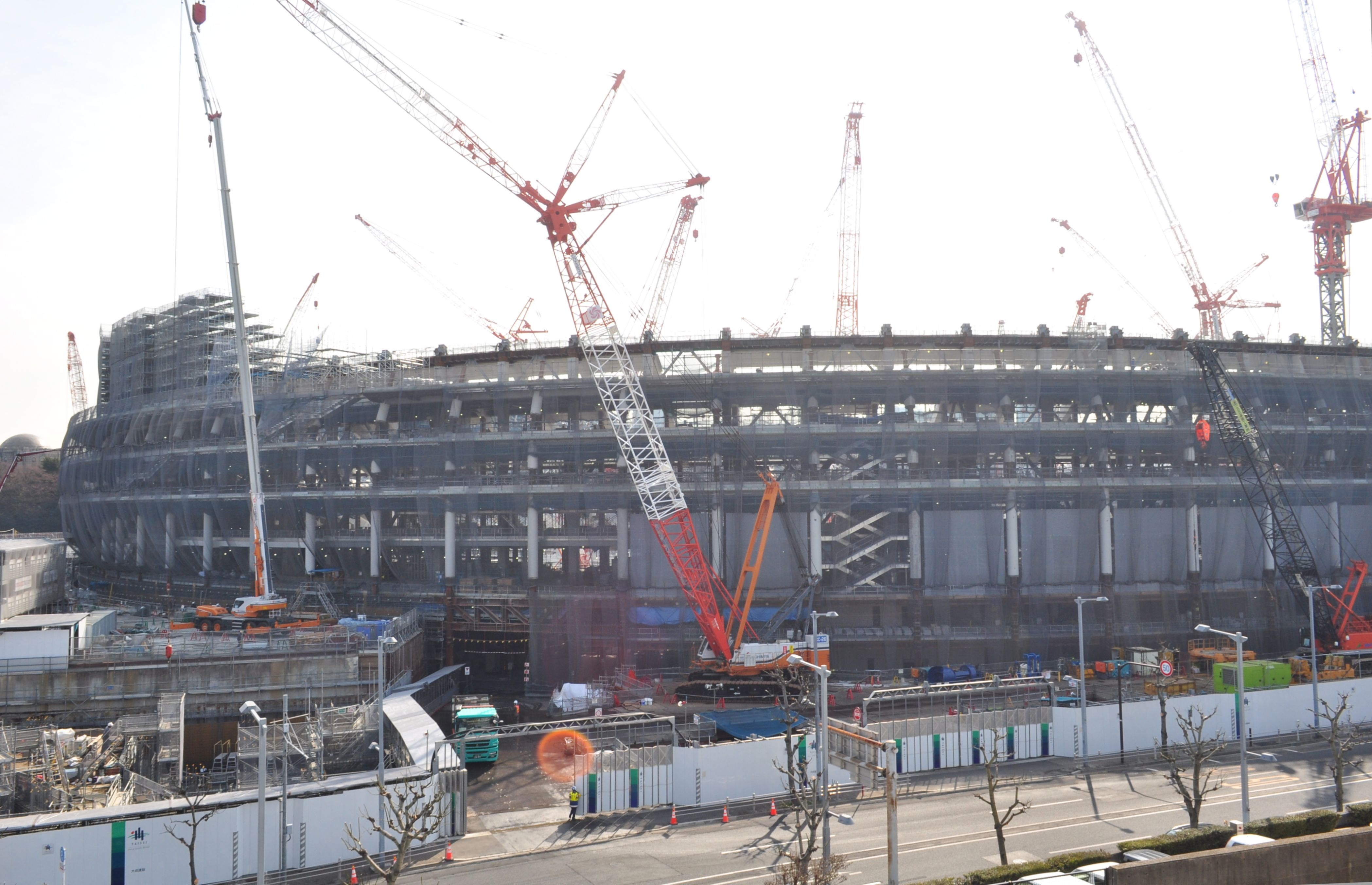
2018年2月24日 望自東京體育館（开工14个月）
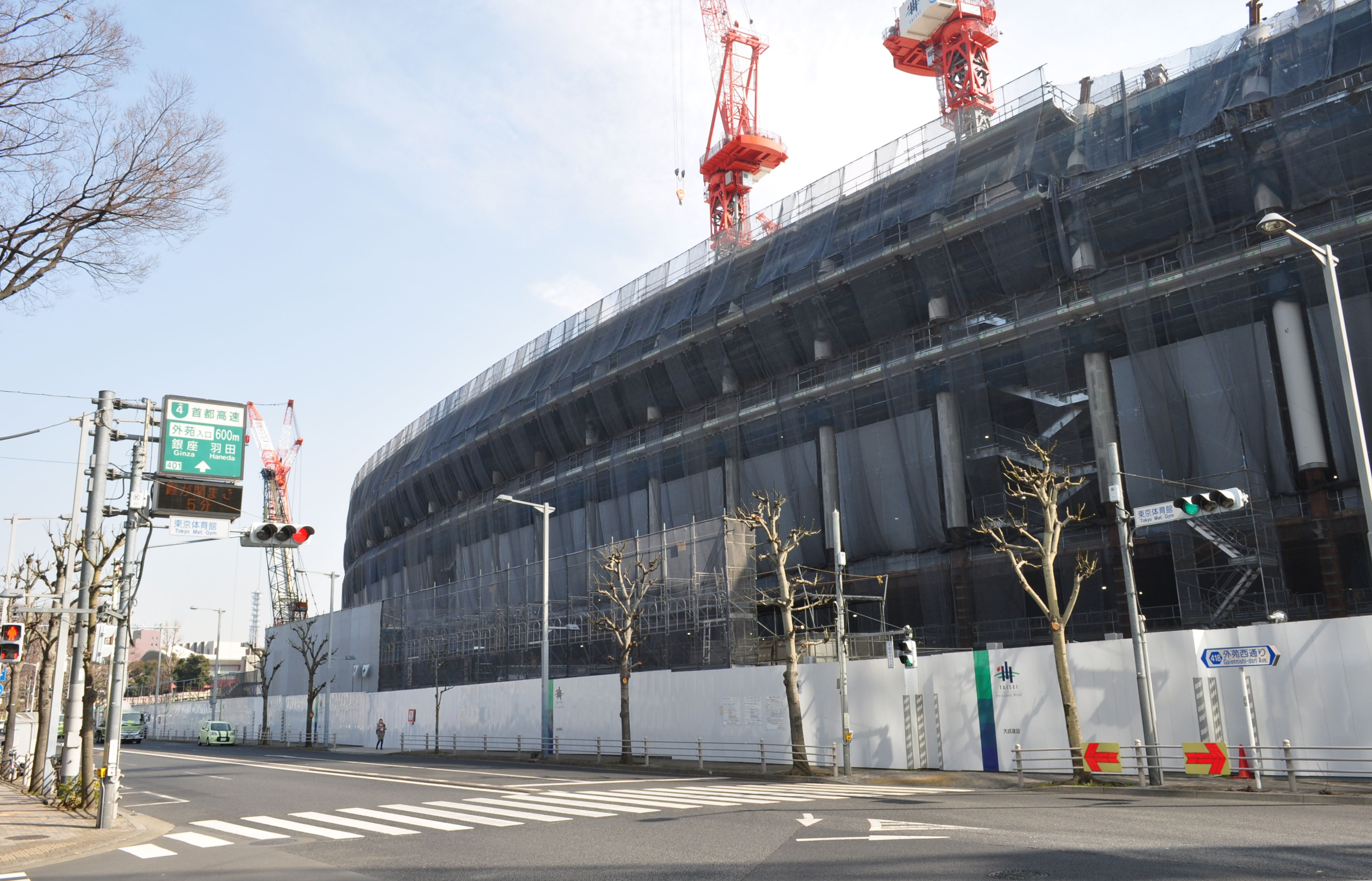
2018年2月24日 望自外苑西通り（开工14个月）
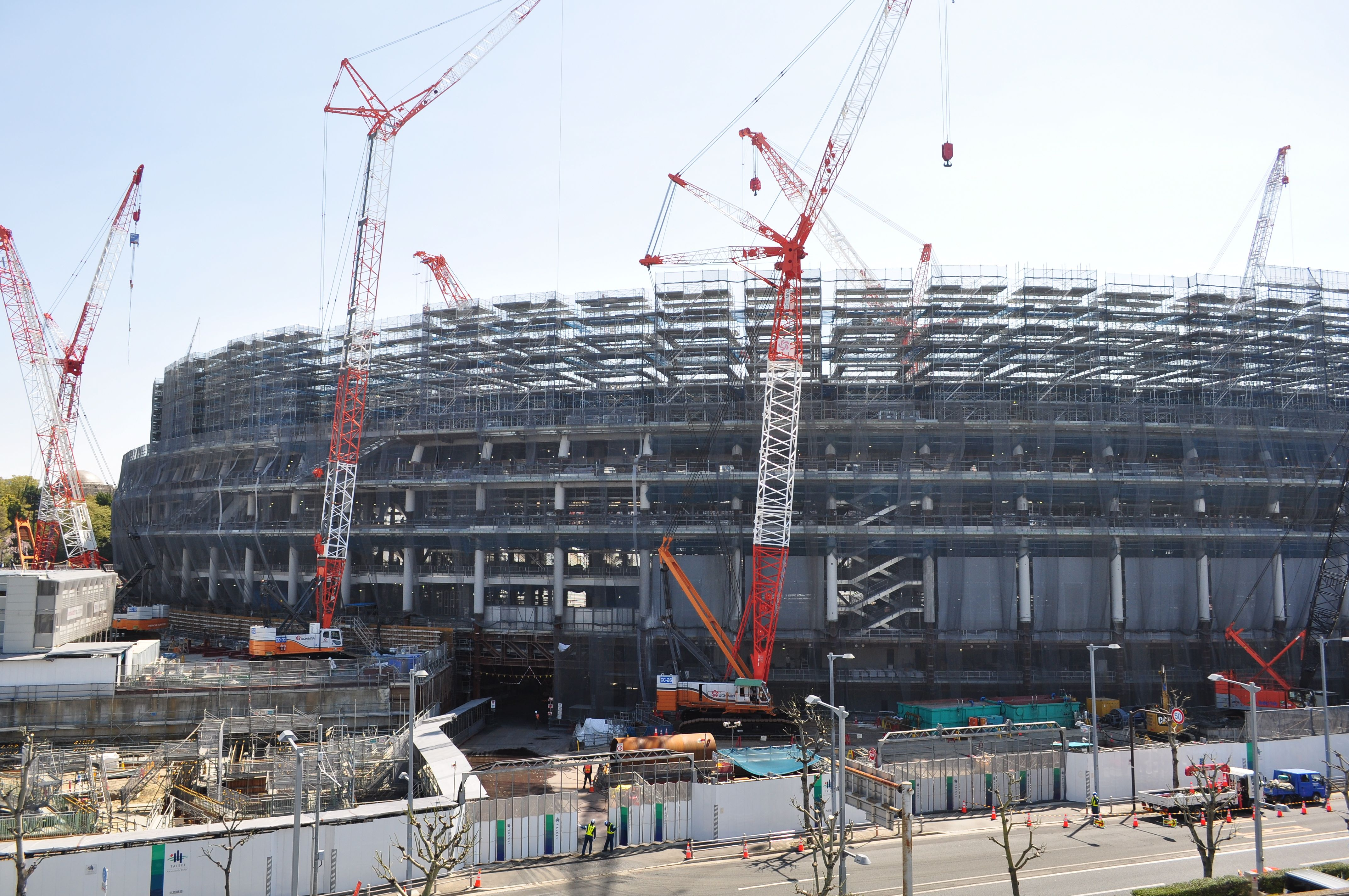
2018年3月30日 望自東京體育館（开工15个月）
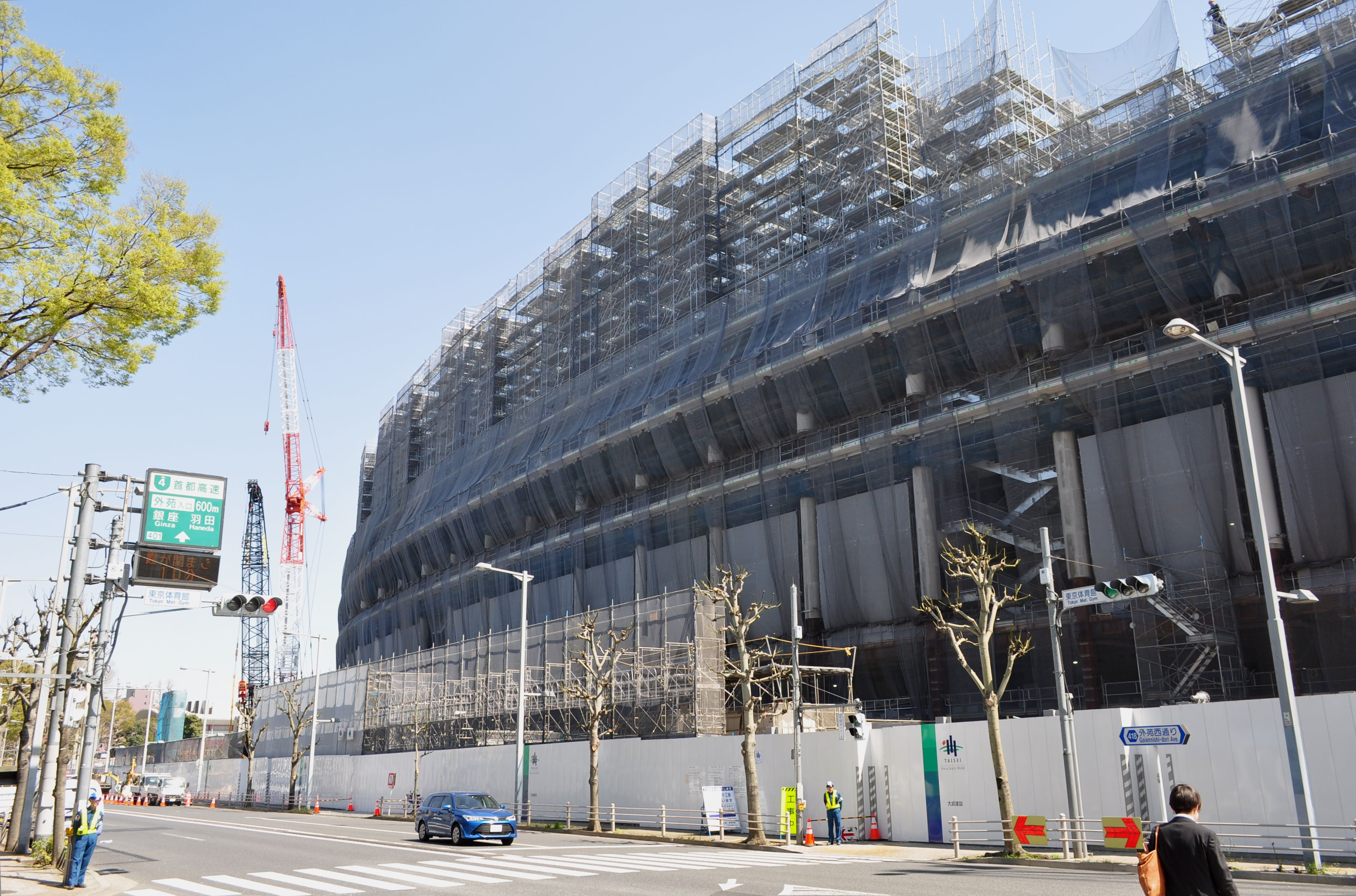
2018年3月30日 望自外苑西通り（开工15个月）
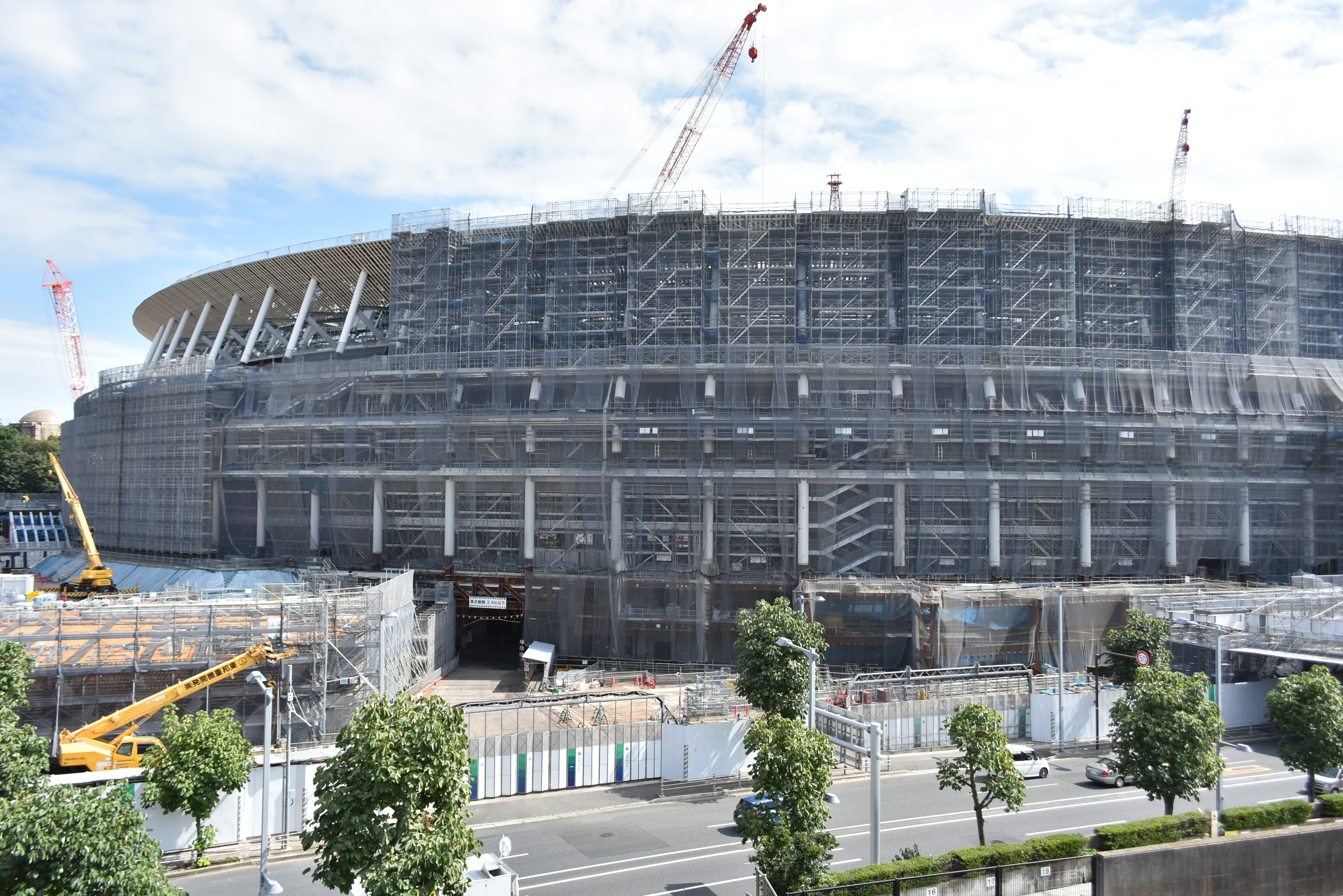
2018年9月23日 望自外苑西通り（开工21个月）
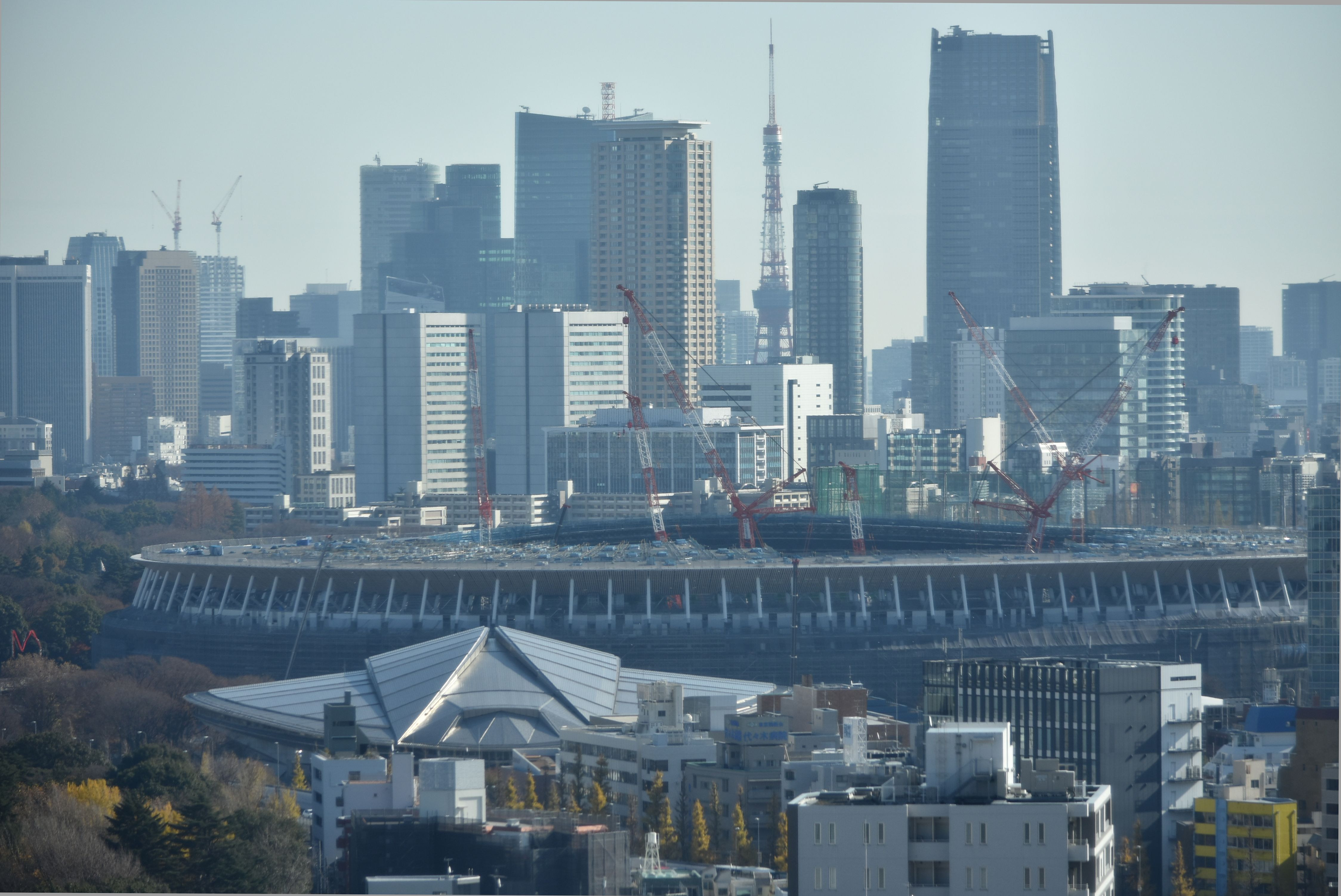
2018年12月21日 望自外苑西通り（开工24个月）
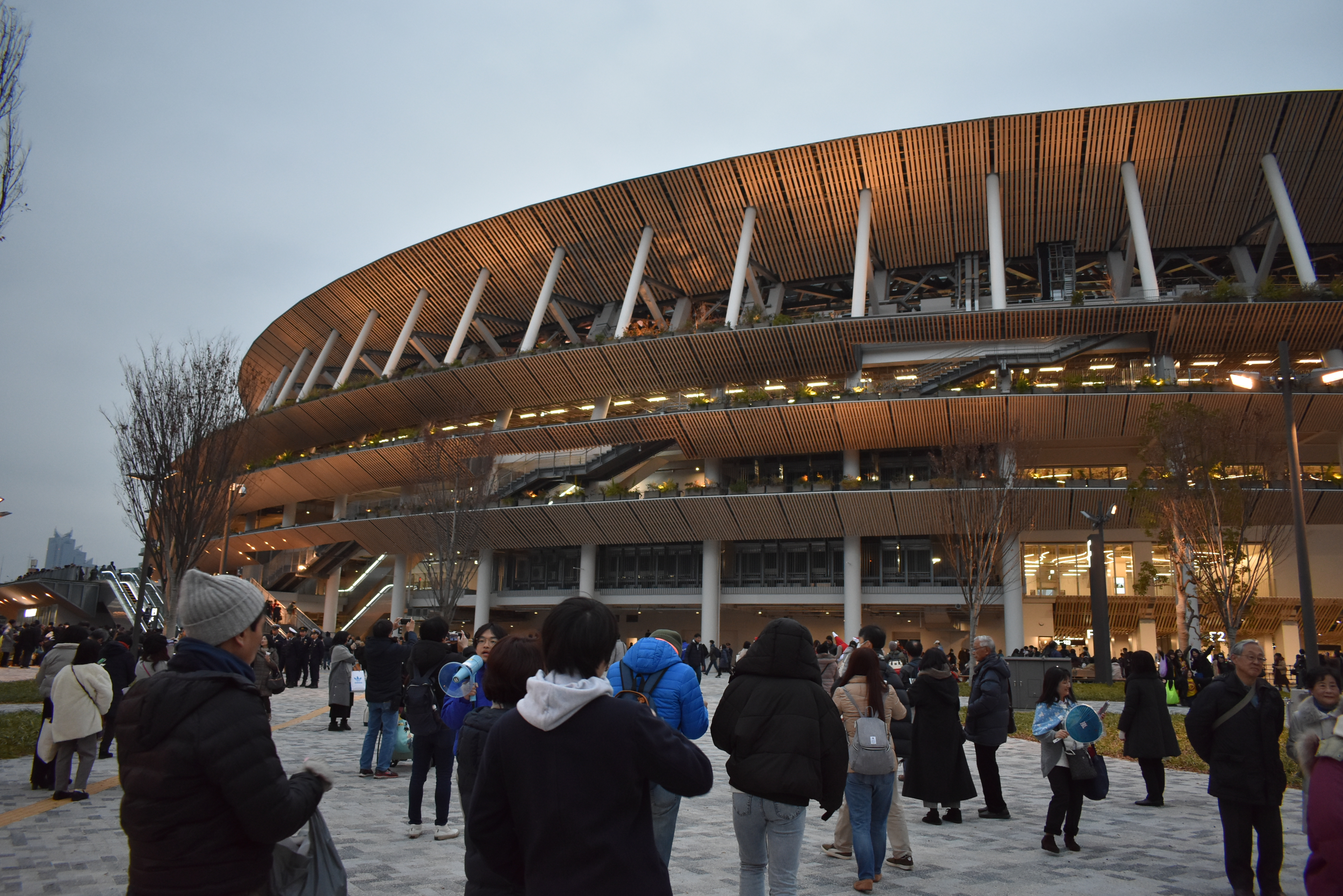
2019年12月21日
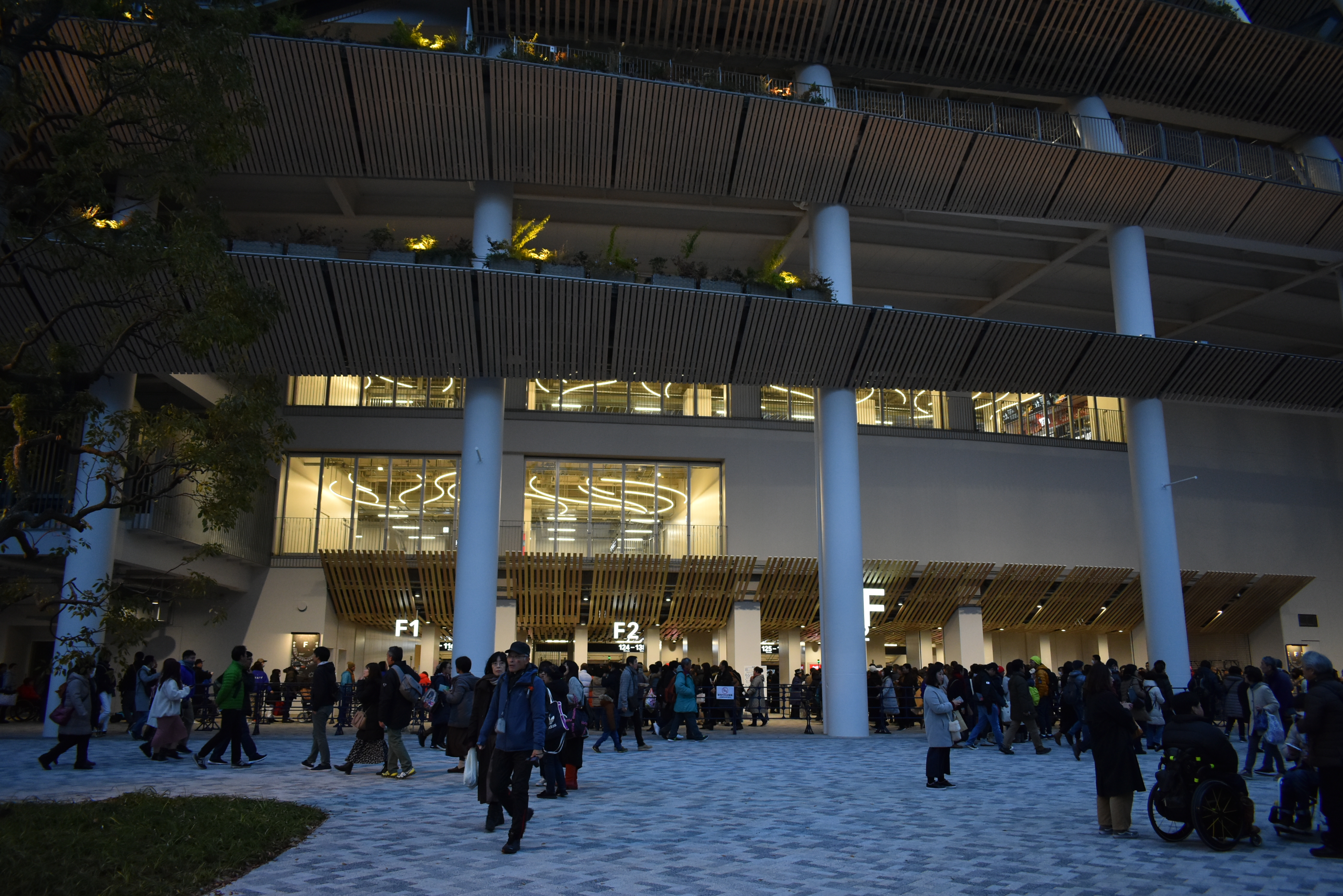
2019年12月21日
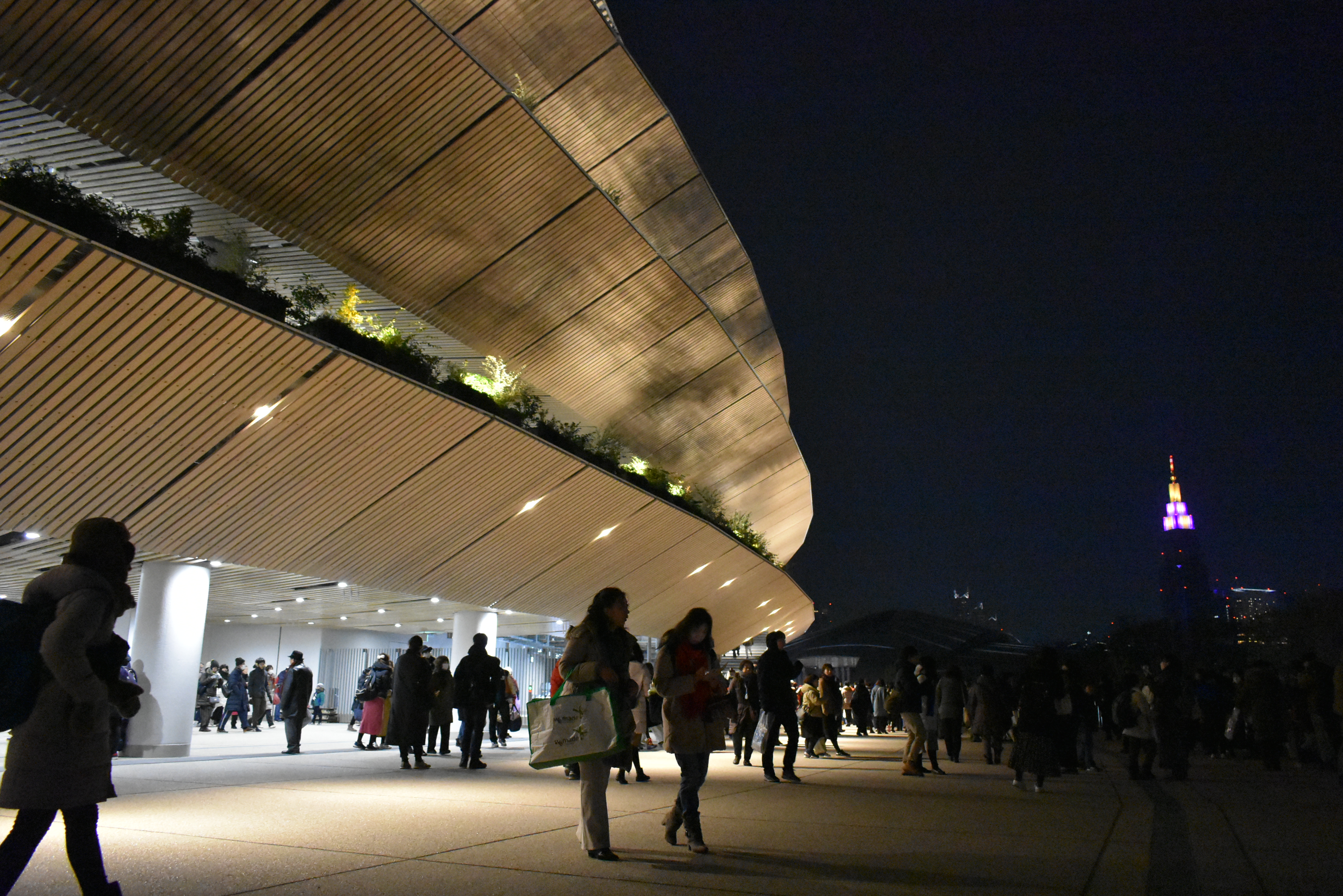
2019年12月21日
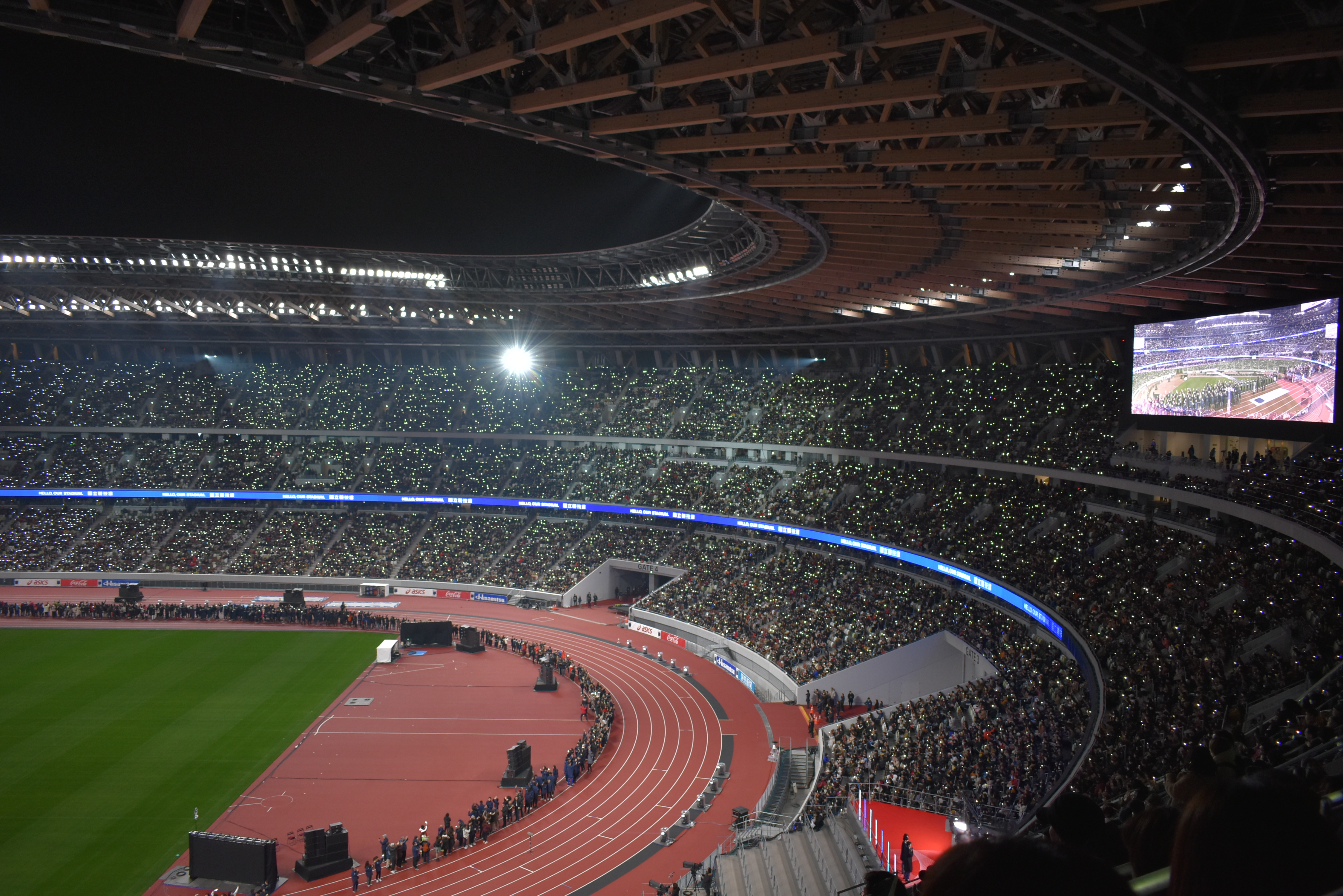
2019年12月21日

## 啟用典禮
2019年12月21日，舉行主題為「〜HELLO, OUR STADIUM〜」的啟用典禮，嵐、DREAMS COME TRUE及柚子擔任表演嘉賓。
嵐演唱四首名曲：《Love so sweet》、《A・RA・SHI》、《Happiness》及《BRAVE》

## 演唱會
| 藝人                                                   | 舉辦時間            | 備註 |
| ------------------------------------------------------ | ------------------- | --- |
| 嵐 ARASHI AraFes 2020 at NATIONAL STADIUM              | 2020年11月3日       | 個別藝人首次舉行公演。 因應Covid-19疫情影響，此演唱會在10月25日以無觀眾形式預錄，後於11月3日（嵐的出道紀念日）線上播放。 |
| 矢澤永吉 EIKICHI YAZAWA 50th ANNIVERSARY TOUR "MY WAY" | 2022年8月27日、28日 | 首場有觀眾演唱會。 |
| Ado Ado SPECIAL LIVE 2024「心臟」                      | 2024年4月27日、28日 | 首場女性藝人演唱會。 |

## 外部連結
- 國立競技場官方網站 （日語）
- 國立競技場 - 日本體育振興中心 （页面存档备份，存于） （日語）
- 新國立競技場整備事業（页面存档备份，存于） （日語）
- YouTube上的新國立競技場 NEW NATIONAL STADIUM JAPAN頻道 （日語）